# برج الطوية
برج الطوية أو حصن الطوية أو برج حصن الطوية هو برج تحصيني يقع وسط محافظة الجبيل في السعودية وهو المعلم الأثري التراثي الرمزي الوحيد في محافظة الجبيل وأحد الشواهد على حقبة بدايات نشأة الجبيل لأنه يرتبط بعهد الملك عبد العزيز آل سعود. بني الحصن عام 1928م ويعتقد أنه قد بُني لحماية بئر الطوية، تطوير برج حصن الطوية الأخير ساهم في إخفائه بين الاشجار العالية بدلاً من إبرازه للمارة وأصبح موقفًا للشاحنات.

## الجغرافيا
يقع الحصن في الجهة الغربية من محافظة الجبيل القديمة ووسط الجبيل حالياً.

## التسمية
سُمِّيَ برج الطوية نسبةً إلى بئر الطوية التي يحميها وقيل لأنه يجاور بئراً مطوية الشكل.

## بئر الحصن
يقع بئر الطوية بالقرب من الحصن وهو بئر ماء كان يرد إليه سكان البادية قديماً لسقاية ماشيتهم فقد كان البئر مصدر المياه الرئيس لسكان الجبيل قبل حفر الآبار الارتوازية، وعرف بئر الطوية قبل حلول القرن التاسع عشر الميلادي بسنوات، ولكن تم دفنه حالياً.

## بناء الحصن

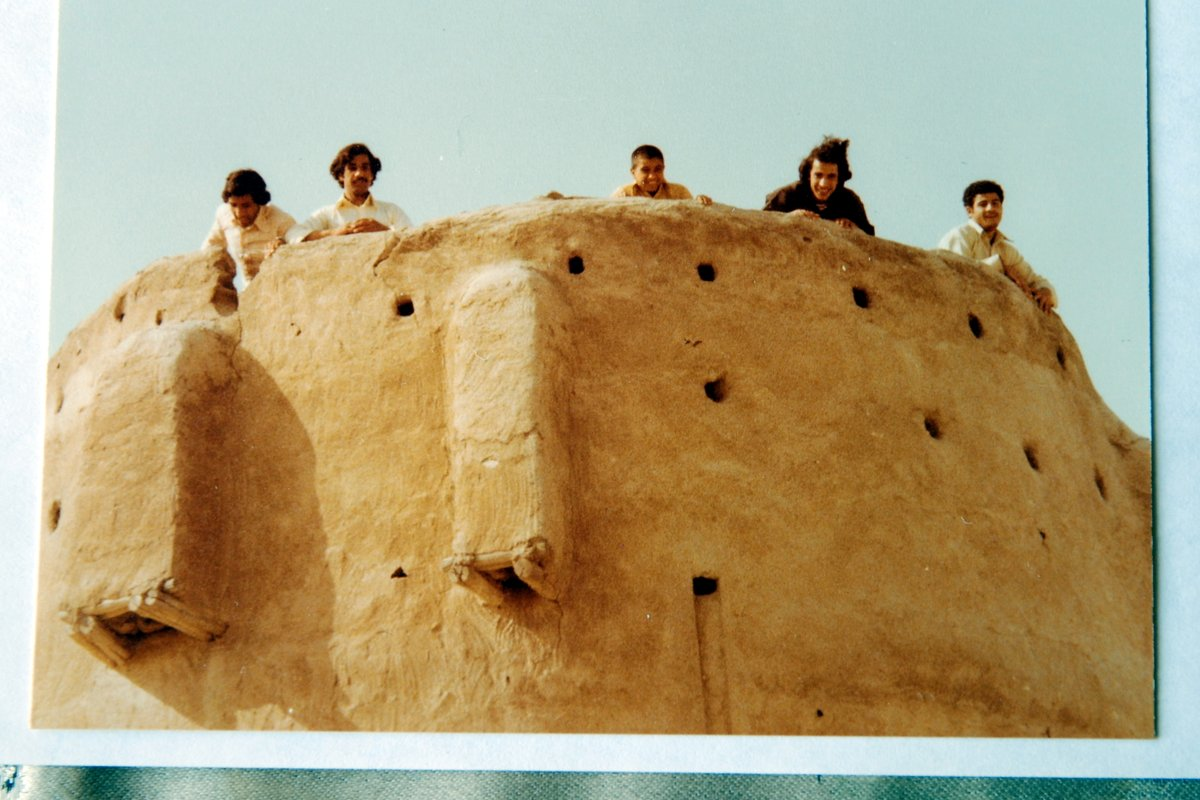
مجموعة سيّاح فوق برج الطوية، ويظهر في أعلى البرج التجاويف والمدعمّات.

بُنِيَ حصن الطوية عام 1928م بعد موقعة السبلة بأمر من عبد العزيز آل سعود على أثر وصول أخبار تفيد بأن هناك عزماً من بعض القبائل البدوية بمهاجمة المدن الساحلية (الجبيل ومحافظة القطيف والأحساء) فاستعد الأهالي للدفاع وساهموا في بناء برج الطوية. وقام ببناء البرج آل بوعينين ومن ابن راضي ويوسف الزبيري، المدالله (القادم من الزبير آن ذاك فنُسبَ إلى الزبير) مع 15 عاملاً آخر، كان الهدف من بنائه هو الاستطلاع وحماية بئر الطوية ووصلت لهم إمدادات من الأحساء كما أرسل الملك عبد العزيز بما يزيد عن 400 مقاتل، الذين قاموا بتوزيع الأسلحة على الأهالي، ورابطوا لما يزيد عن 6 أشهر في الطوية، فكانوا يقومون بجولات استطلاعية، ويصلون إلى أطراف الخرسانية وأعالي البيضاء، وكانوا يكررون هذه الجولات مرة في الصباح وأخرى في المساء بأمر من أمير الجبيل آنذاك. وسدت منافذ الطرق المؤدية إلى البلدة فلما اجتمع من القبائل أكثر من 4000 مقاتل، يريدون الاستيلاء على الجبيل والأحساء، اعترضهم مقاتلي الملك عبد العزيز من قبائل العوازم، وألحقوا بهم الهزيمة قبل أن يكملوا طريقهم إلى الجبيل، فما كان من الملك عبد العزيز إلا أن احتفى بهم واستقبلهم، فسلموه بيارق المهزومين.

## المشاكل الحالية
قامت بلدية محافظة الجبيل بتطوير الموقع منذ وقت طويل، إلا أن التطوير لم يتم بكفاءة، خاصةً وأن المساحة المحيطة بالبرج أسهمت في إخفائه بدلاً من إبرازه للمارة والزوار، وإظهاره في مظهر المعلم التاريخي، أو رمزاً للمدينة.
ويحتاج الموقع إلى تطوير من ناحية إبراز المعلم أكثر وإعادة تهيئة المكان وتحويل الأراضي حوله إلى مسطحات خضراء مفتوحة لا تعيق رؤية البرج وكذلك الموقع بحاجة لتزويده بكشافات لإضاءة المكان ليلاً، كما أن نفس المنطقة التي يقع عليها البرج في حاجة ماسة إلى أرصفة، وممرات ومقاعد حديثة تُنشر بين المسطحات الخضراء، وتوفر وسائل الرائحة للزائرين والمتنزهين والسياح.